# Nomada dissessa
Nomada dissessa är en biart som beskrevs av Cockerell 1920. Nomada dissessa ingår i släktet gökbin, och familjen långtungebin. Inga underarter finns listade i Catalogue of Life.